# アムリノン
アムリノン（Amrinone）とは強心薬の1つ。正確な作用機序は不明であるが血管拡張作用を有する。ホスホジエステラーゼ阻害作用を有する。鬱血性心不全に治療に使用される。重大な大動脈あるいは肺動脈の弁膜障害が存在する動物およびアムリノンに対して過敏反応を示す動物への使用は禁忌。変力作用のある強心配糖体はアムリノンと相加作用がある。